# Arrondissement Albi
Arrondissement Albi (fr. Arrondissement d'Albi) je správní územní jednotka ležící v departementu Tarn a regionu Midi-Pyrénées ve Francii. Člení se dále na 23 kantony a 170 obcí.

## Kantony
| - Alban - Albi-Centre - Albi-Est - Albi-Nord-Est - Albi-Nord-Ouest - Albi-Ouest - Albi-Sud - Cadalen - Carmaux-Nord - Carmaux-Sud - Castelnau-de-Montmiral - Cordes-sur-Ciel | - Gaillac - Lisle-sur-Tarn - Monestiés - Pampelonne - Rabastens - Réalmont - Salvagnac - Valderiès - Valence-d'Albigeois - Vaour - Villefranche-d'Albigeois |